# Little Chute, Wisconsin
Little Chute là một làng thuộc quận Outagamie, tiểu bang Wisconsin, Hoa Kỳ. Năm 2006, dân số của làng này là 10476 người.